# PSL Research University
PSL Research University (PSL, fr. Université de recherche Paris Sciences et Lettres) – francuska publiczna uczelnia techniczna, położona w regionie Paryż.

## Organizacja
- Collège de France
- École nationale supérieure de chimie de Paris
- École Normale Supérieure
- École supérieure de physique et de chimie industrielles de la ville de Paris
- Institut Curie
- École nationale supérieure des mines de Paris
- Obserwatorium paryskie
- Université Paris-IX Dauphine
- Centre national de la recherche scientifique
- Institut national de la santé et de la recherche médicale